# السد (ناحیه)
السد (به عربی: السد) یک منطقهٔ مسکونی در قطر است که در دوحه (شهرداری) واقع شده‌است. السد ۳٫۵ کیلومتر مربع مساحت و ۱۴٬۱۱۳ نفر جمعیت دارد.

## معنی لغوی
گیاهی که به صورت محلی «السد» شناخته می‌شود که به خاطر رونق در بخش شرقی قطر، به ویژه در ساحل، مشهور است، این منطقه به این نام نامیده شد.